# Mekides Abebe
Mekides Abebe Demewoz (29 gennaio 2001) è una siepista etiope.

## Biografia
Dopo aver conquistato la medaglia d'oro nei 3000 metri siepi ai campionati africani under 20 di Tlemcen 2017, nel 2018 si è classificata seconda nei 2000 metri siepi ai Giochi panafricani giovanili. Lo stesso anno ha preso parte ai Giochi olimpici giovanili di Buenos Aires, dove si è fermata alle batterie di qualificazione dei 2000 metri siepi e si è classificata undicesima della corsa campestre sulla distanza dei 4 km.
Nel 2019 è stata medaglia d'oro ai Giochi panafricani di Rabat nei 3000 metri siepi e, nella medesima disciplina, ha preso parte ai mondiali di Doha, classificandosi undicesima.
Nel 2021 ha partecipato ai Giochi olimpici di Tokyo, dove si è classificata quarta nella finale dei 3000 metri siepi.

## Progressione

### 3000 metri siepi
| Stagione | Tempo     | Luogo       | Data       | Rank. Mond. |
| -------- | --------- | ----------- | ---------- | ----------- |
| 2022     | 8'56"08   | Eugene      | 20-7-2022  |             |
| 2021     | 9'02"52   | Doha        | 28-5-2021  |             |
| 2020     | 10'09"4 m | Addis Abeba | 27-12-2020 |             |
| 2019     | 9'25"66   | Doha        | 30-9-2019  |             |
| 2018     | 10'05"9 m | Addis Abeba | 21-4-2018  |             |
| 2017     | 10'11"80  | Tlemcen     | 2-7-2017   |             |

## Palmarès
| Anno | Manifestazione               | Sede         | Evento               | Risultato | Prestazione | Note                          |
| ---- | ---------------------------- | ------------ | -------------------- | --------- | ----------- | ----------------------------- |
| 2017 | Africani U20                 | Tlemcen      | 3000 m siepi         | Oro       | 10'11"80    | Miglior prestazione personale |
| 2018 | Giochi panafricani giovanili | Algeri       | 2000 m siepi         | Argento   | 6'26"86     | Miglior prestazione personale |
| 2018 | Giochi olimpici giovanili    | Buenos Aires | 2000 m siepi         | Batteria  | 6'27"93     |                               |
| 2018 | Giochi olimpici giovanili    | Buenos Aires | Corsa campestre 4 km | 11ª       | 13'21"      |                               |
| 2019 | Giochi panafricani           | Rabat        | 3000 m siepi         | Oro       | 9'35"18     |                               |
| 2019 | Mondiali                     | Doha         | 3000 m siepi         | 11ª       | 9'25"66     | Miglior prestazione personale |
| 2021 | Giochi olimpici              | Tokyo        | 3000 m siepi         | 4ª        | 9'06"16     |                               |
| 2022 | Mondiali                     | Eugene       | 3000 m siepi         | Bronzo    | 8'56"08     | Miglior prestazione personale |

## Campionati nazionali
- 1 volta campionessa etiope assoluta dei 3000 metri siepi (2021)

2018
- Argento ai campionati etiopi assoluti, 3000 m siepi - 10'05"9 m

2019
- Argento ai campionati etiopi assoluti, 3000 m siepi - 10'04"4 m

2021
- Oro ai campionati etiopi assoluti, 3000 m siepi - 9'51"7 m

2022
- Argento ai campionati etiopi assoluti, 3000 m siepi - 9'43"8 m

## Altre competizioni internazionali
2021
- Argento al Doha Diamond League ( Doha), 3000 m siepi - 9'02"52
- 8ª al Prefontaine Classic ( Eugene), 3000 m siepi - 9'18"71

2022
- 9ª al Doha Diamond League ( Doha), 3000 m piani - 8'45"38
- Bronzo al Prefontaine Classic ( Eugene), 3000 m siepi - 9'03"26
- Bronzo al Meeting de Paris ( Parigi), 3000 m siepi - 9'11"09

2023
- 7ª al Golden Gala ( Firenze), 3000 m siepi - 9'11"09
- 8ª al Doha Diamond League ( Doha), 3000 m siepi - 9'18"96
- 11ª all'Athletissima ( Losanna), 3000 m siepi - 9'31"14